# エンナ
エンナ（イタリア語: Enna ( 音声ファイル)）は、イタリア共和国のシチリア島中部にある都市で、その周辺地域を含む人口約2万7000人の基礎自治体（コムーネ）。エンナ県の県都である。

## 地理

### 位置・広がり
エンナ県南西部のコムーネ。エンナの市街は、カルタニッセッタから東北東へ約21km、カターニアから西へ約72km、アグリジェントから東北東へ約98km、州都パレルモから南東へ約101km、メッシーナから南西へ約132kmの距離にある。

#### 隣接コムーネ
隣接するコムーネは以下の通り。括弧内のCLはカルタニッセッタ県、PAはパレルモ県所属を示す。
- アジーラ
- アイドーネ
- アッソロ
- カラシベッタ
- カルタニッセッタ (CL)
- ガンジ (PA)
- レオンフォルテ
- ピアッツァ・アルメリーナ
- ピエトラペルツィーア
- サンタ・カテリーナ・ヴィッラルモーザ (CL)
- ヴァルグアルネーラ・カロペーペ
- ヴィッラローザ

## 歴史
1927年までは、カストロジョヴァンニ(Castrogiovanni)と呼ばれていたが、古来の名前のエンナに変更した。

## 行政

### 行政区画
エンナには以下の分離集落（フラツィオーネ）がある。
- Arcera, Borgo Cascino, Bruchito, Calderai, Cooperativa Giove, Geracello, Geraci, Girgia, Granci, Pergusa, Pizzuto, Ramata, Risicallà, Rossi, Rossi Sibbione, San Cataldo, San Giovanni, Sant'Antonino, Scioltabino, Stazione di Enna

## 姉妹都市
- カストリア, ギリシャ
- ガルブ, マルタ